# 乙丸駅
乙丸駅（おとまるえき）は、石川県金沢市額乙丸町にある北陸鉄道石川線の駅である。駅番号はI09。

## 歴史
過去には0.3Kmほど鶴来寄りに1927年（昭和2年）8月17日に開業した三十苅停留所が存在したが、現在は廃止されている。

### 年表
- 1935年（昭和10年）3月2日：粟田駅として開業。
- 1963年（昭和38年）4月以前：乙丸駅に改称。

## 駅構造
単式ホーム1面1線を有する地上駅。無人駅である。

## 利用状況
| 1日乗降人員推移 | 1日乗降人員推移 |
| 年度            | 1日平均人数     |
| --------------- | --------------- |
| 2006年          | 524             |
| 2007年          |                 |
| 2008年          |                 |
| 2009年          |                 |
| 2010年          |                 |
| 2011年          | 428             |
| 2012年          | 424             |
| 2013年          | 415             |
| 2014年          | 388             |
| 2015年          | 406             |
| 2016年          | 428             |
| 2017年          | 435             |

## 駅周辺
- 金沢市立額中学校
- 金沢市立額小学校

## 隣の駅
北陸鉄道
■石川線
額住宅前駅 (I08) - 乙丸駅 (I09) - 四十万駅 (I10)